# Plectorhinchus chaetodonoides
El pez labios dulces arlequín (Plectorhinchus chaetodonoides) es una especie de peces de la familia Haemulidae en el orden de los Perciformes.

## Morfología
• Los machos pueden llegar alcanzar los 72 cm de longitud total.

## Distribución geográfica
Se encuentra en las Maldivas, y desde Sumatra hasta Fiyi, Nueva Caledonia e Islas Ryukyu.